# نرتتي
مدينة نيرتتي هي أحد أكبر مدن محلية غرب الجبل التابعة لولاية وسط دارفورالتي تقع في غرب السودان ضمن ولايات دارفور الخمس. يحدها شمالاً ولاية شمال دارفور، وشرقاً ولاية جنوب دارفور، وفي الشمال الغربي ولاية غرب دارفور.
كلمة نيرتتي في الأصل نيرتا تيو ولكن اللفظ الغالب والأعم لدى السكان هو نيرتا تيي بلغة الفور ويقصد بها القطعة المغسولة والنظيفة الخالصة ووجه الشبه هو شكل أو طبيعة المكان ونظافته.

## الموقع

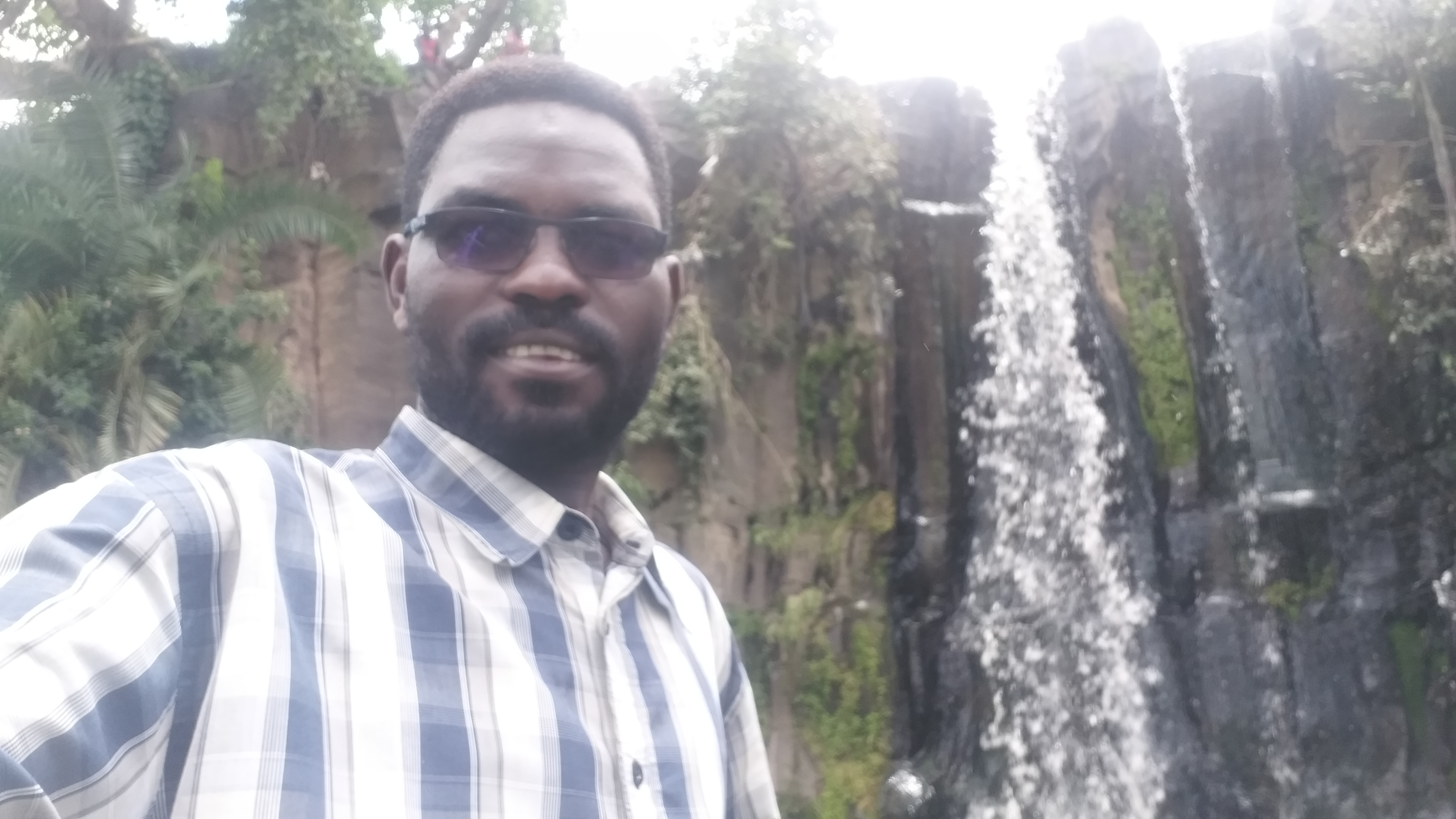
صورة لسائح بمدينة نرتتي

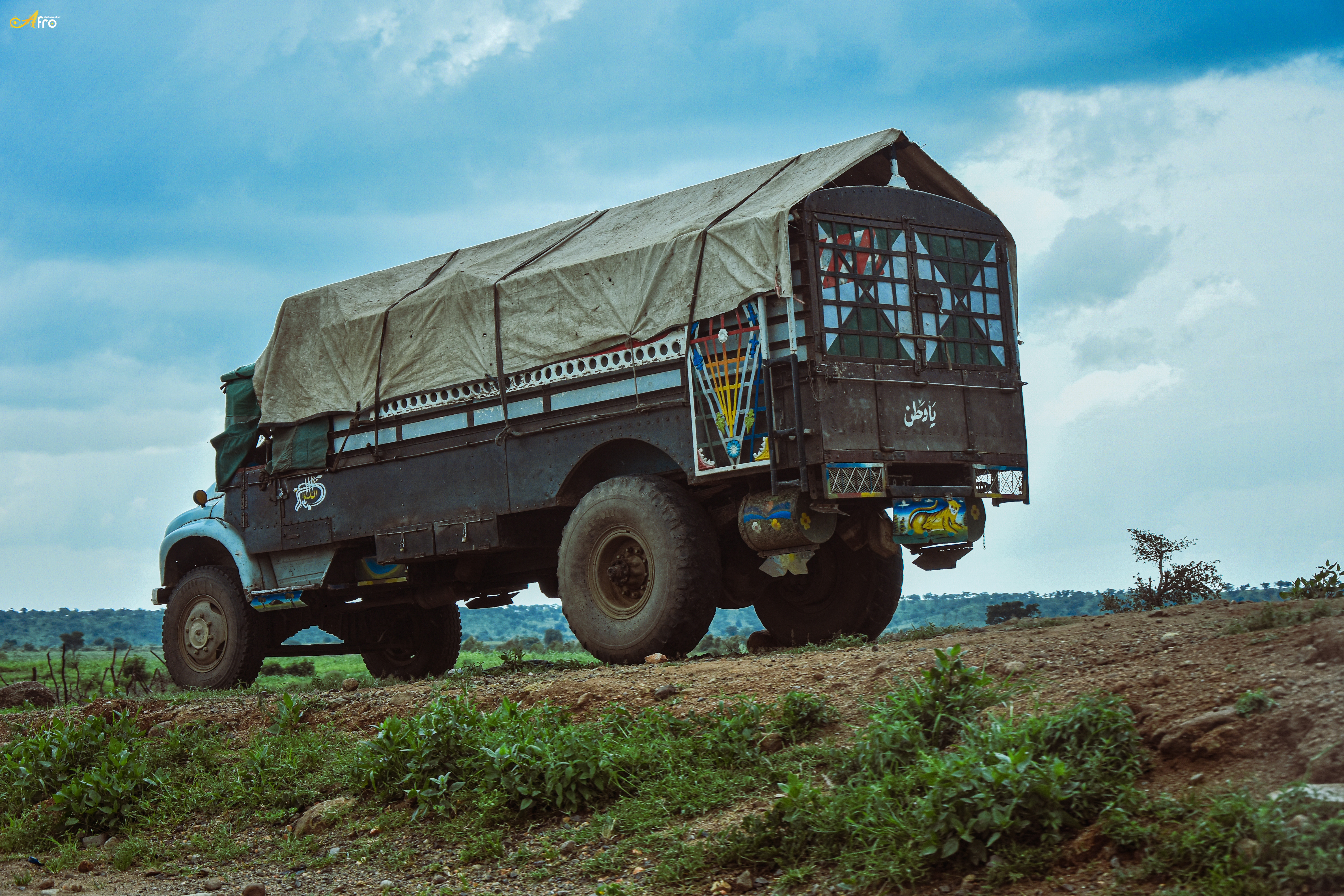
عملية نقل المنتجات من نرتتي

تقع مدينة نيرتتي شرق مدينة زالنجي في وسط دارفور على بعد60كلم تقريباً ويمر بها الطريق القومي الذي يربط ولاية غرب ووسط وجنوب دارفور ببقية مدن ومناطق السودان. ويبلغ عدد سكانها أكثر من120ألف نسمة.

ومن أبرز أحيائها حي العمدة، خور جهنم سابقاً، وحي الاستراحة وحي رجال بنو وحي قعر الجبل وحي قارسيلا وحي كمبي غابات وحي استرحنا وقوز بيضة ومن أسواقها سوق نيرتتي الكبير (جبرونا سابقاً).

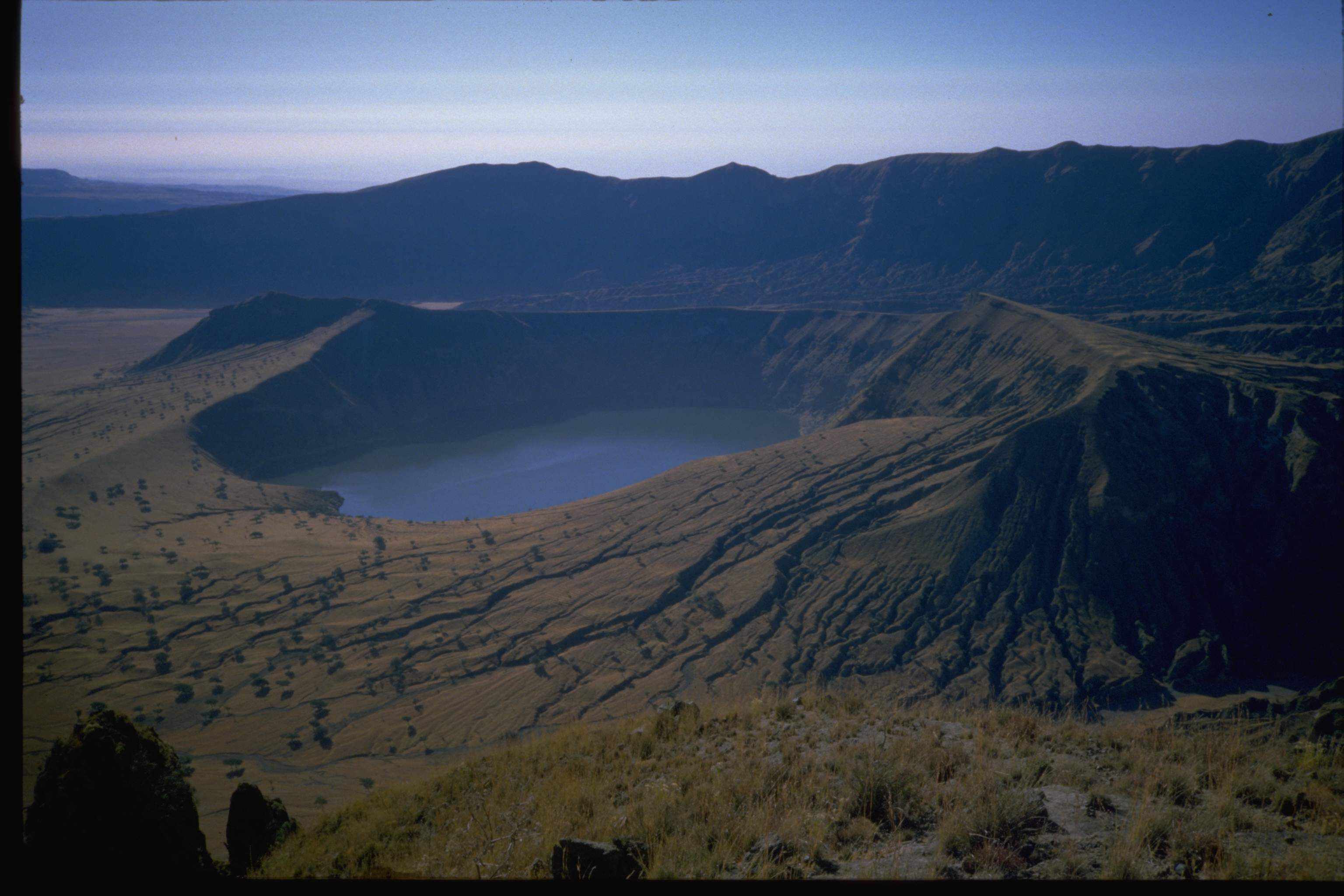
منطقة جبل مرة حيث ان مدينة نرتتي تقع في الجزء الغربي منها

## الموارد المتاحة
أولا: الزراعة:تعتبر الزراعة المورد الرئيس وركيزة أساسية في اقتصاديات السكان حيث تمارس على ضفاف الأودية والسهول والمدرجات والمناخ الجيد والمتنوع أدى لتنوع المنتجات الزراعية الخضرية والبستانية والموالح والحمضيات، وتتميز منطقة نيرتتي بغزارة الإنتاج في البرتقال والقريب فروت والمانجو والموز وغيرها ويقف مشروع جبل مرة للتنمية الريفية من خلال غابات البان الكثيفة رغم التدهور الذي أصابه وتعتبرالمنطقة من إحدى مناطق قطع الأخشاب من البان والمهوقني والقمبيل.
ثانيا: الرعي: توجد أعداد كبيرة من الثروة الحيوانية من الجمال والأبقار والأغنام.

## السياحة

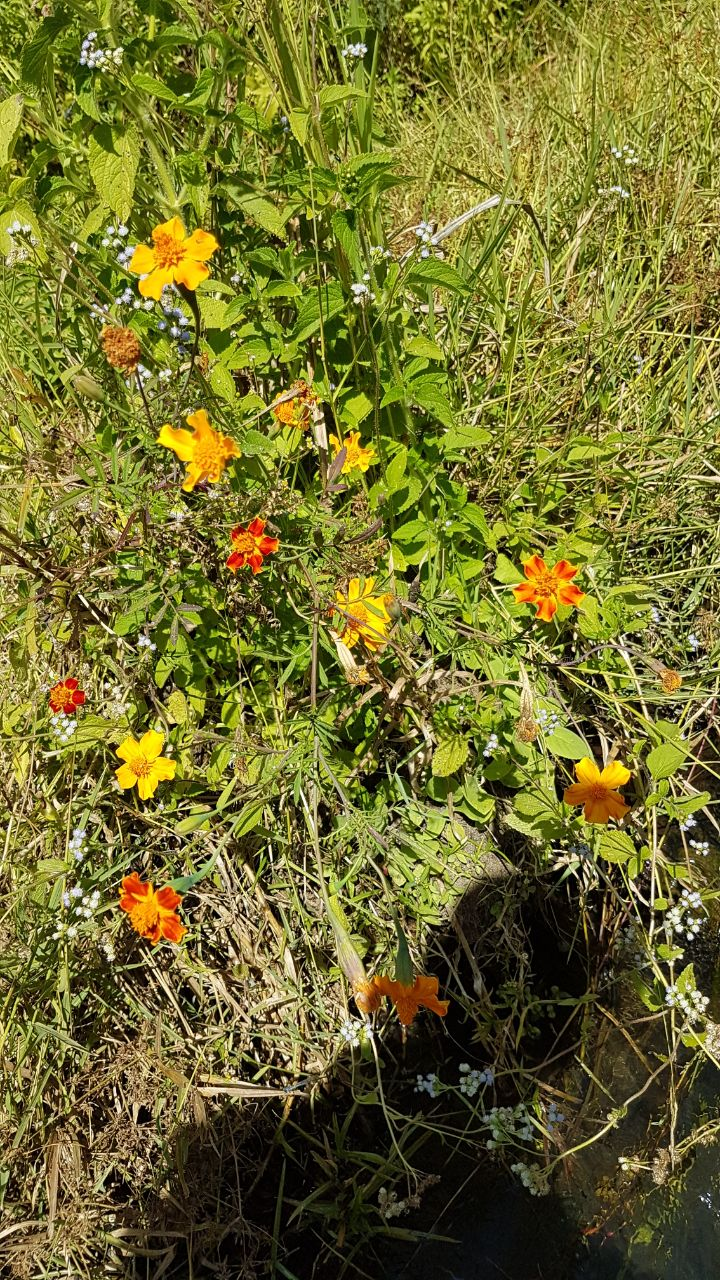
الازهار على ضفاف شلال نيرتتي

في نيرتتي توجد أكبر استراحة للسياح الذين يقصدون السياحة والتنزه في شلالات قلول ومرتجلو الساحرة لذلك المنطقة ذاخرة ومليئة بالموارد ومصادر السياحة ذات التنوع الحيوي حيث المساقط المائية المنحدرة من أعالي جبل مرة والعيون المتفجرة من أعماق صخور شلالات مرتجلو وقلول الشهيرة، وهناك أنواع متفردة من الطيور المهاجرة والمقيمة تعطي رسماً للوحة جمالية سياحية ذات منظر أخاذ يسر العين.
فعند السفر اليها يشعر المرء بتعب السفر حيث يمر المسافرين يقرية تسمى طور تجد فيها ما لذ وطاب من جميع أنواع الفاكهة البرتقال بجميع أنواعه والتفاح والمانجو والعنب والتي تكاد تكون مجانية ومن طور هذه ينزل المسافر إلى اليمين ليسلك طريقاً ترابياً شبه وعر إلى منطقة قلول الشهيرة والتي تتميز بشلال قلول ونوجد بها استراحة تتبع مصلحة الغابات ويوجد مثلها كثير في جميع انحاء الجبل أو قل الجبال المتعددة المترامية الاطراف التي تتخللها الشلالات والبحيرات البركانية وجداول الماء العذب الجارية على حبات الحصى متساوية الاحجام نظيفة تلمع كانها احجاراً كريمة بين اشجار الصنوبر وغيرها من الاشجار النادرة والتي تكون عادة أكبر حجما من مثيلاتها في اى مكان نسبة للخصوبة العالية وأصوات العصافير المغردة ذات الألوان المختلفة والأشكال المتعددة والفراشات الزاهية والغزلان التي تتجول في انحاء الجبل بحرية دون خوف أو وجل ومما اعجب ما تراه عيناك ان تكون في قمة من القمم وتنظر إلى الأسفل فترى السحاب والمطر ينزل منه في قمة أو سهل أسفل منك وهذا المناخ يتيح الفرصة لنمو الكثير من الأشجار مثل الموالح والتفاح والعنب والأشجار الغابية المتشابكة.

## معرض الصور

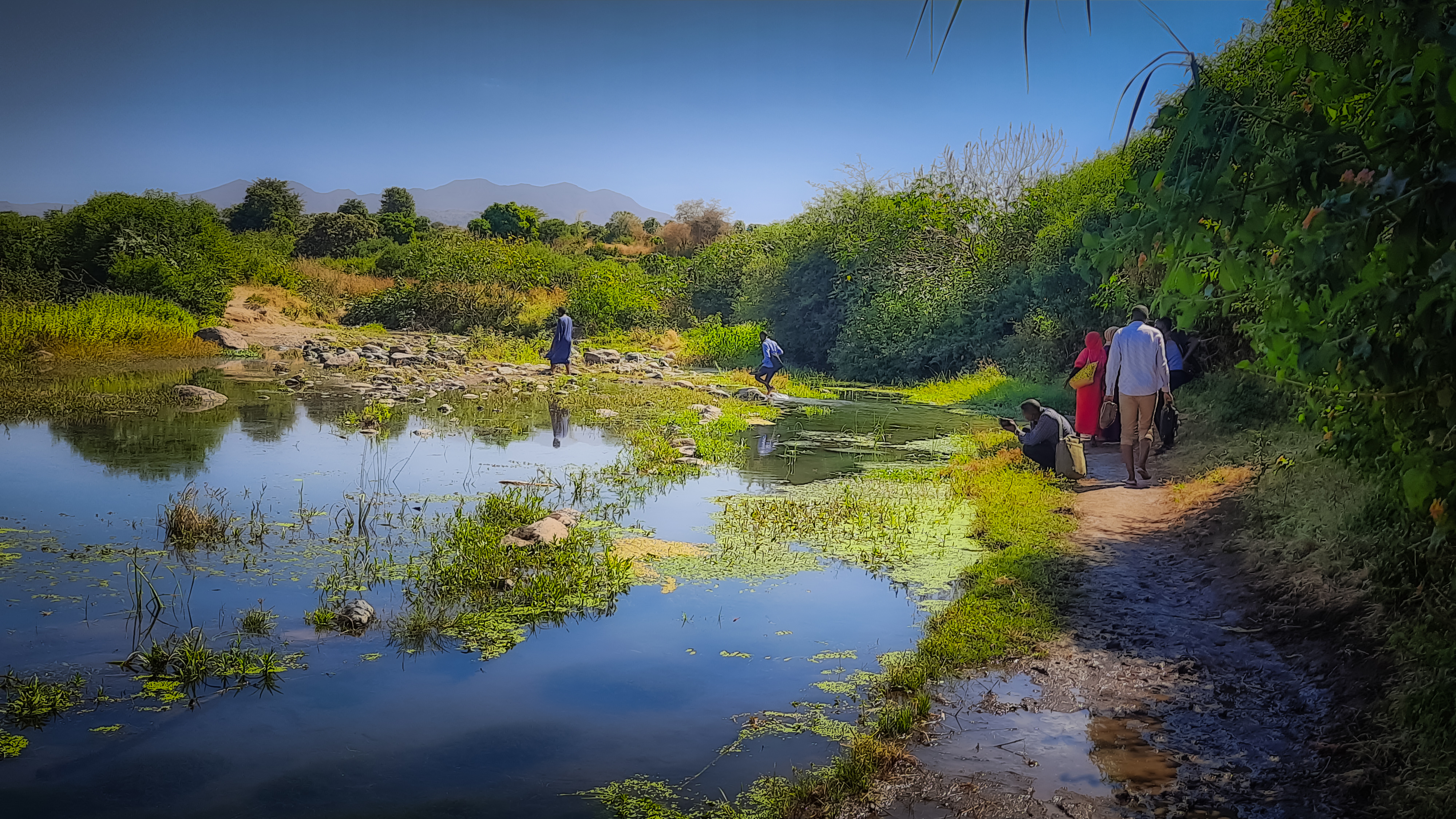
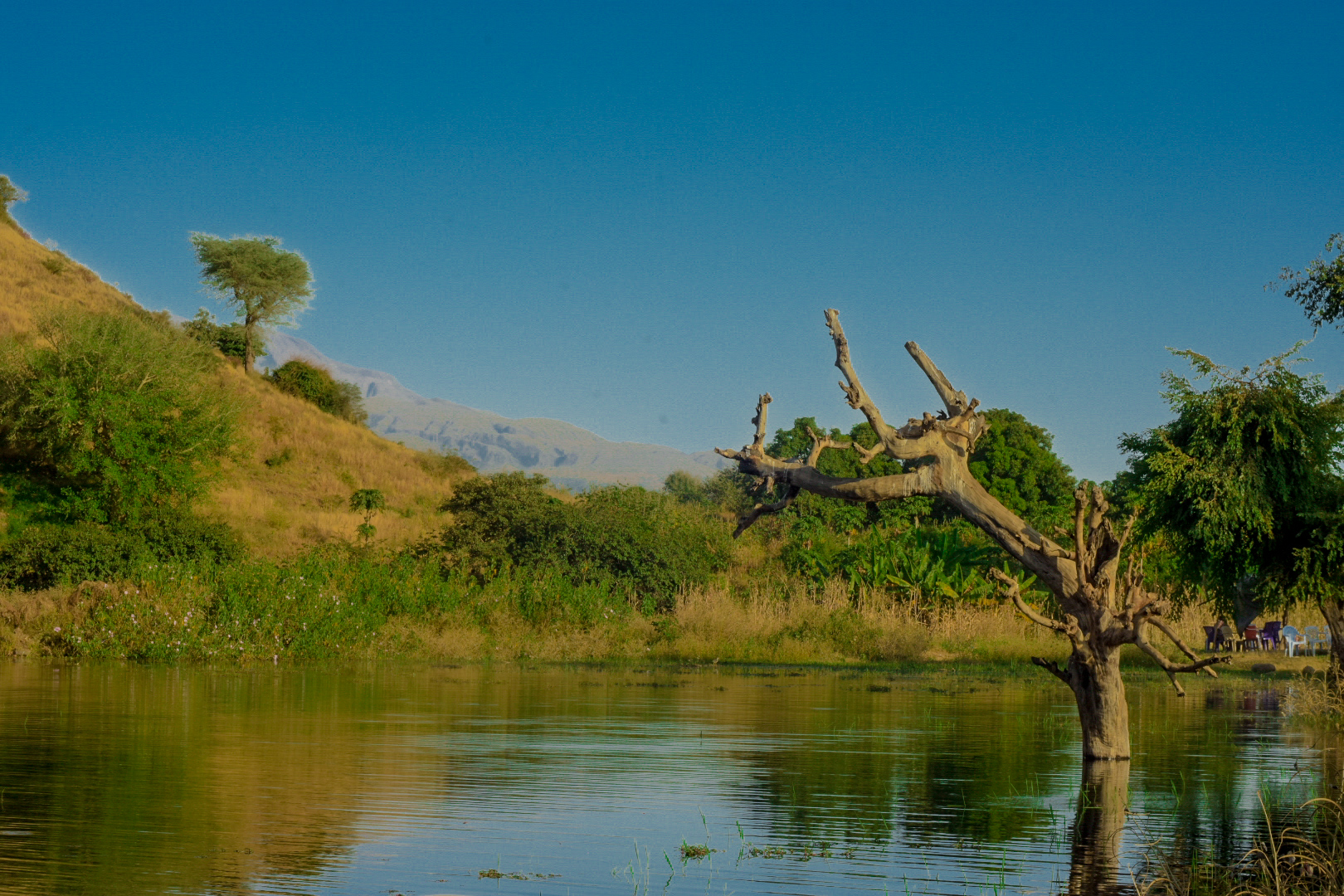
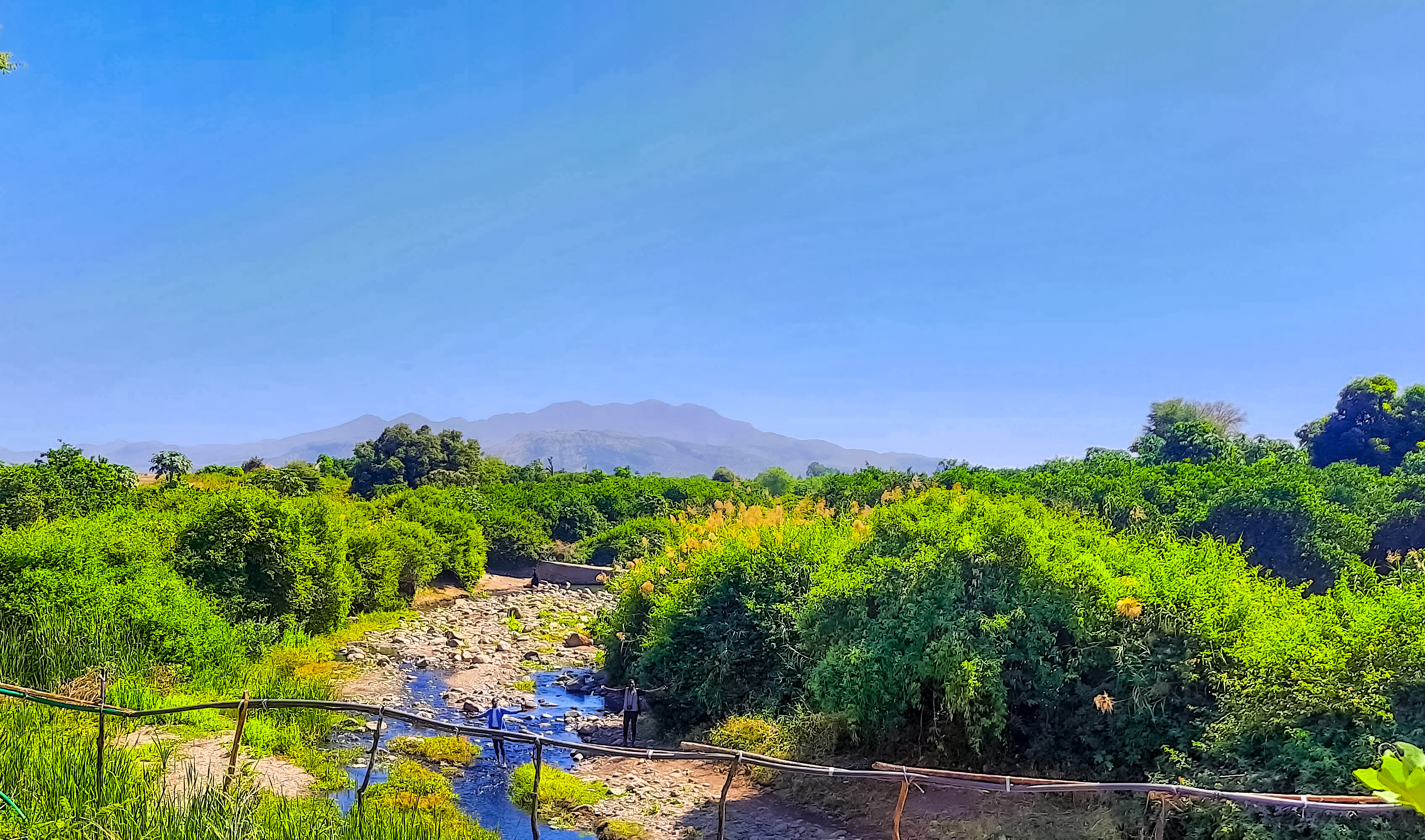
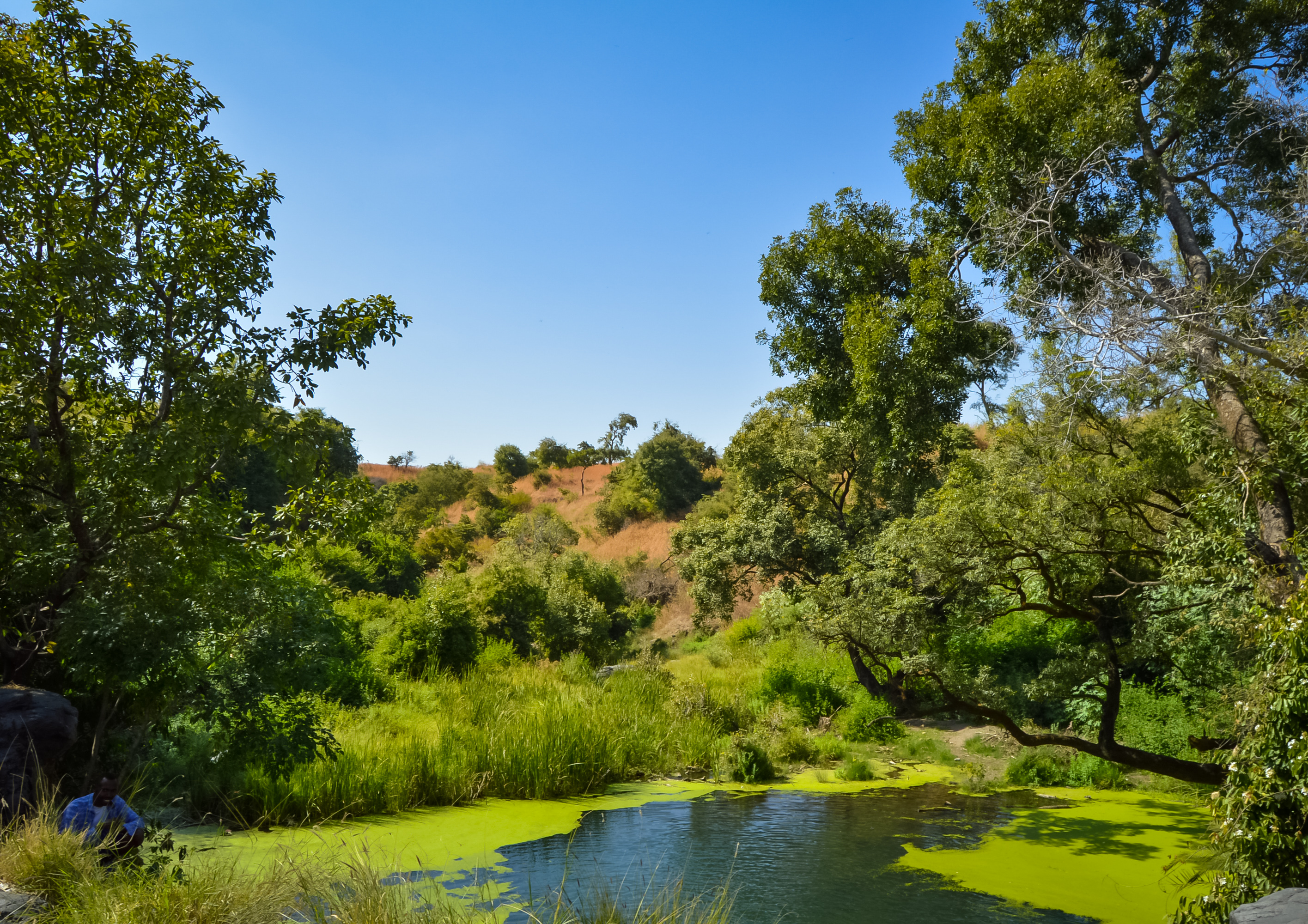
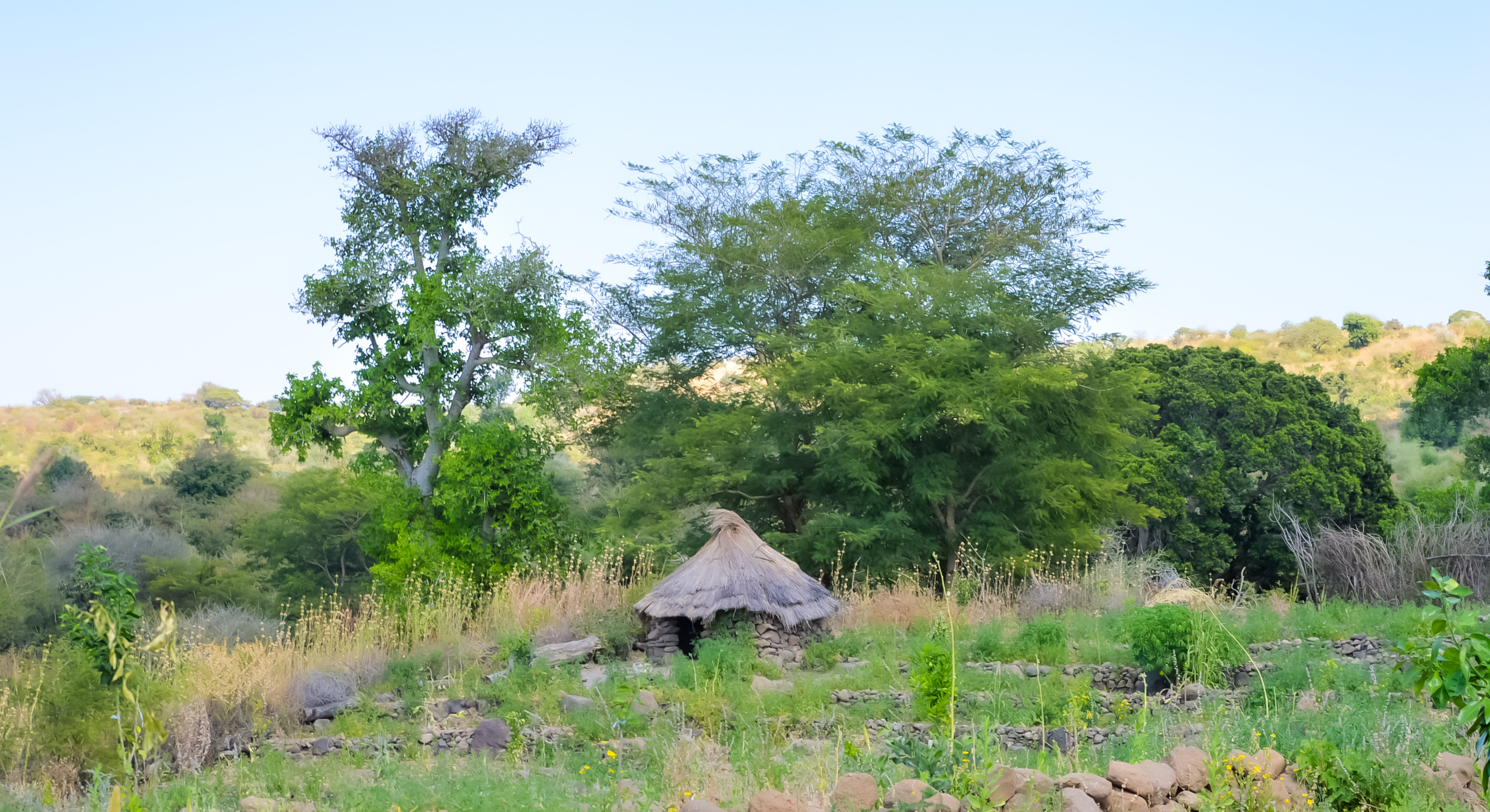
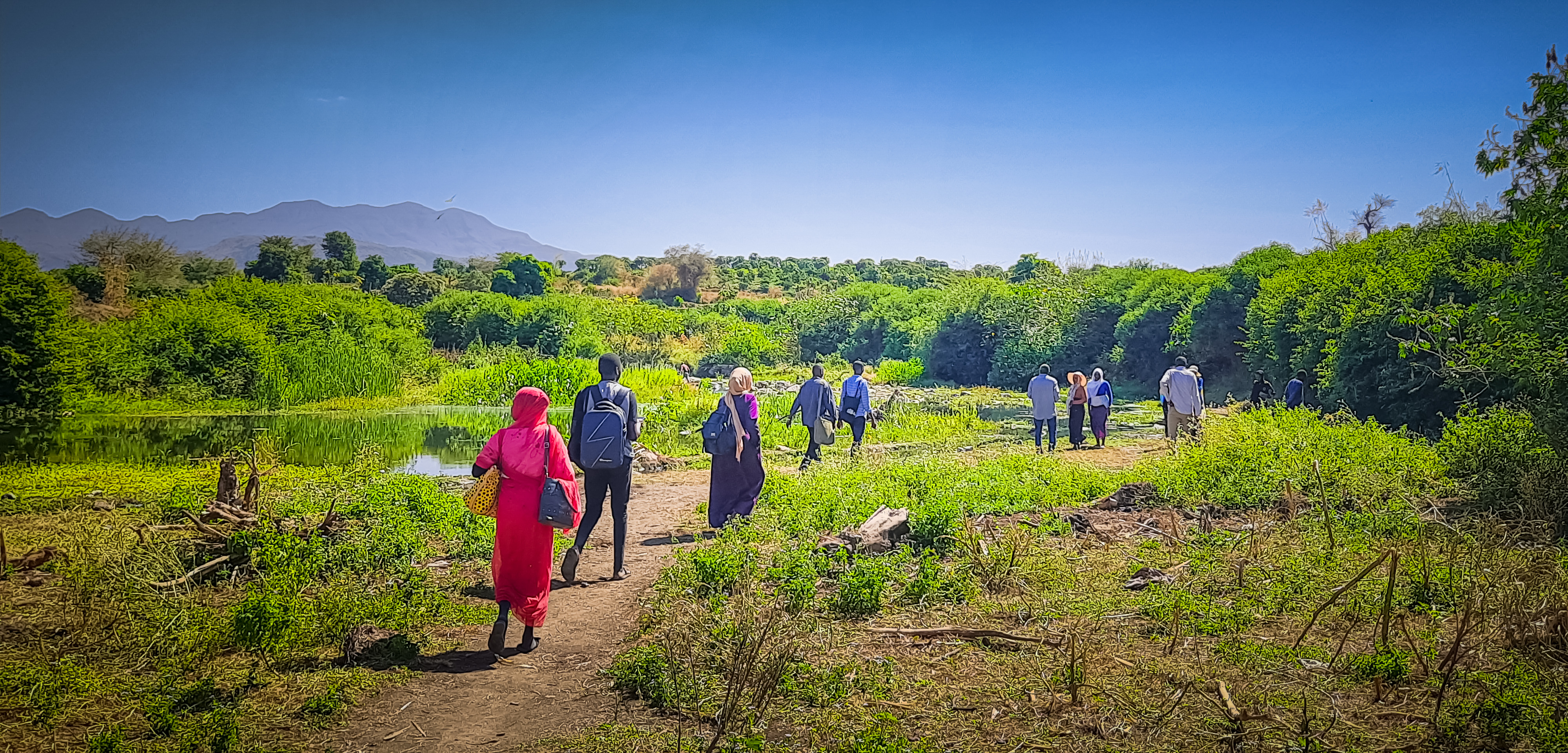
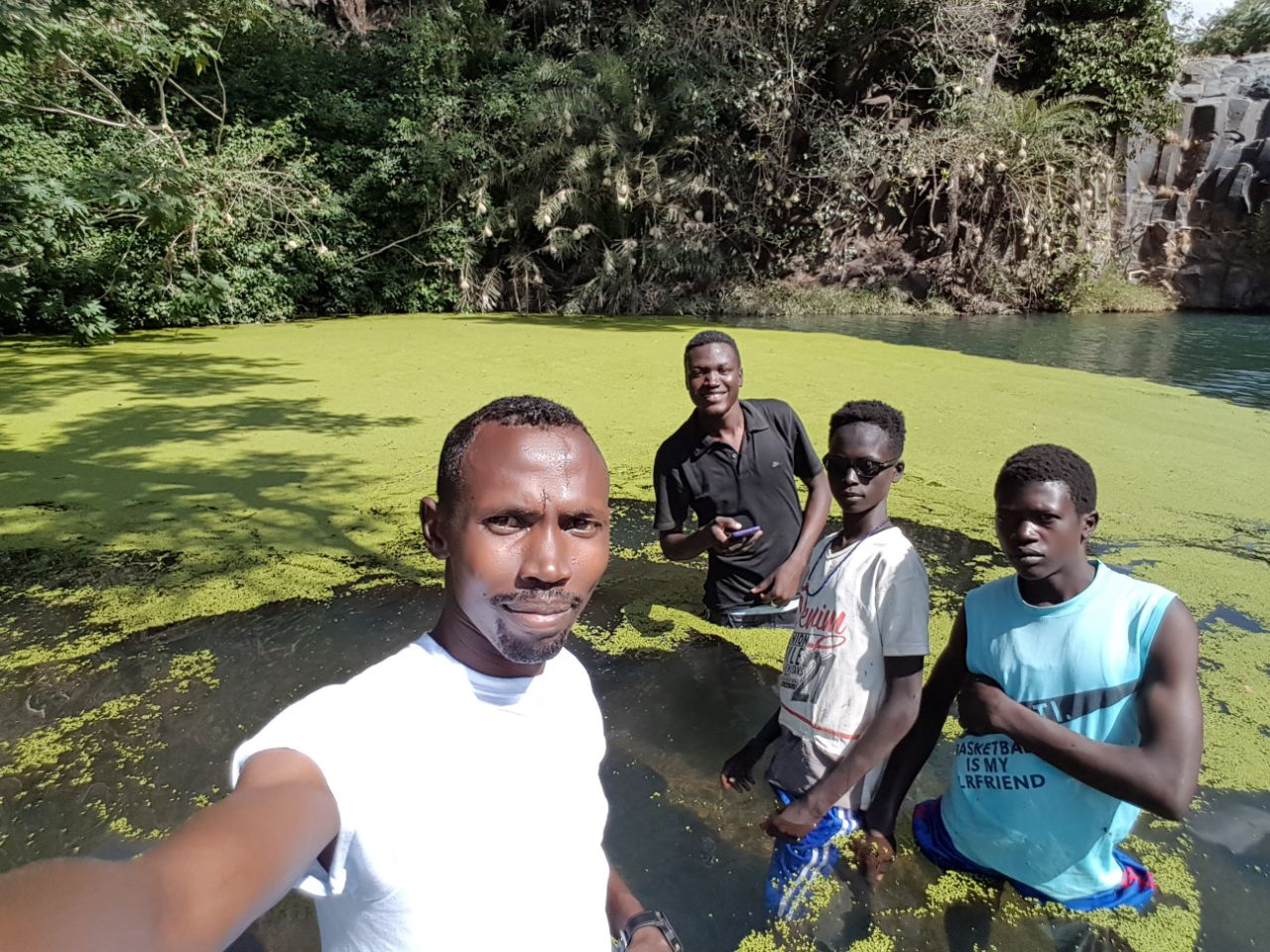
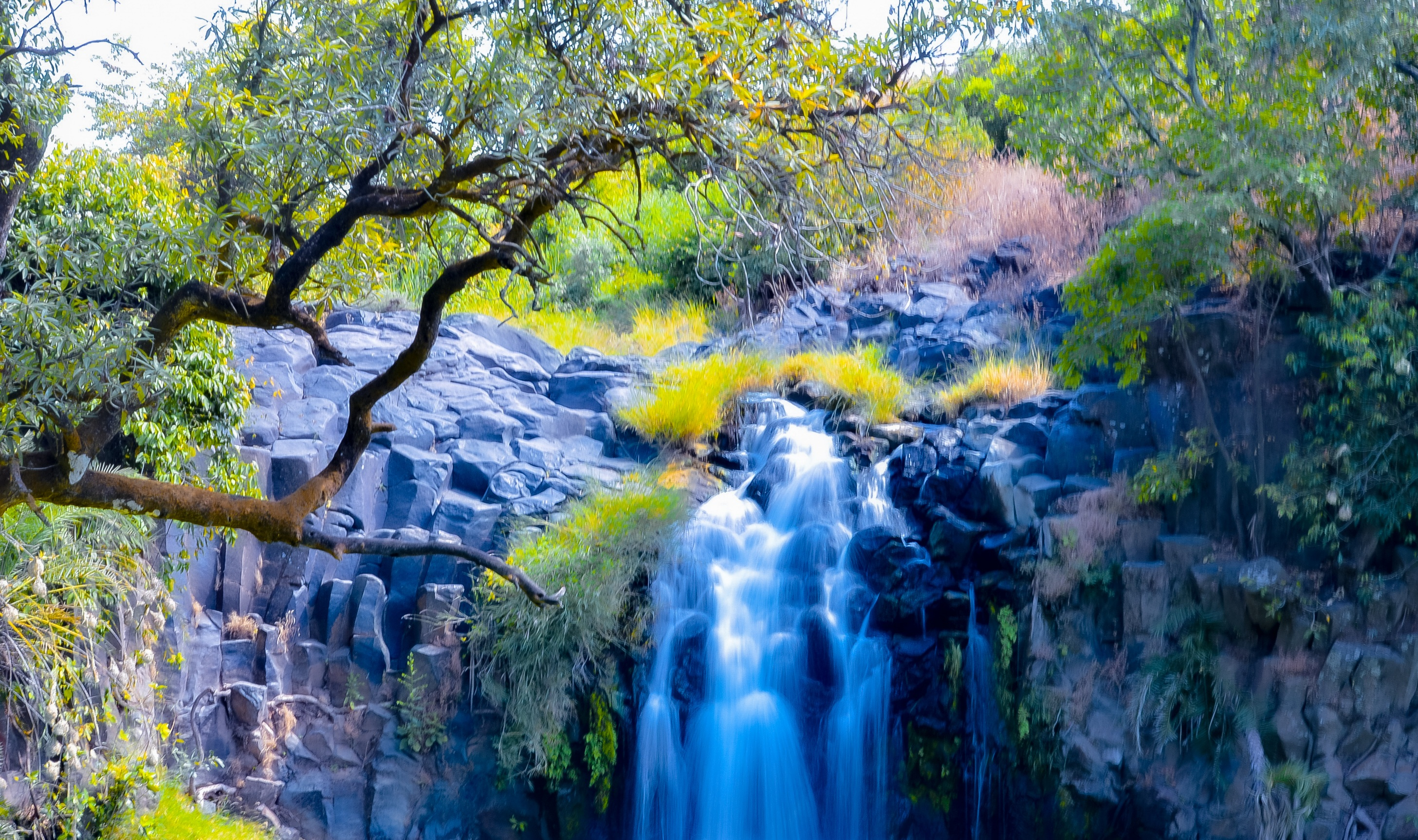
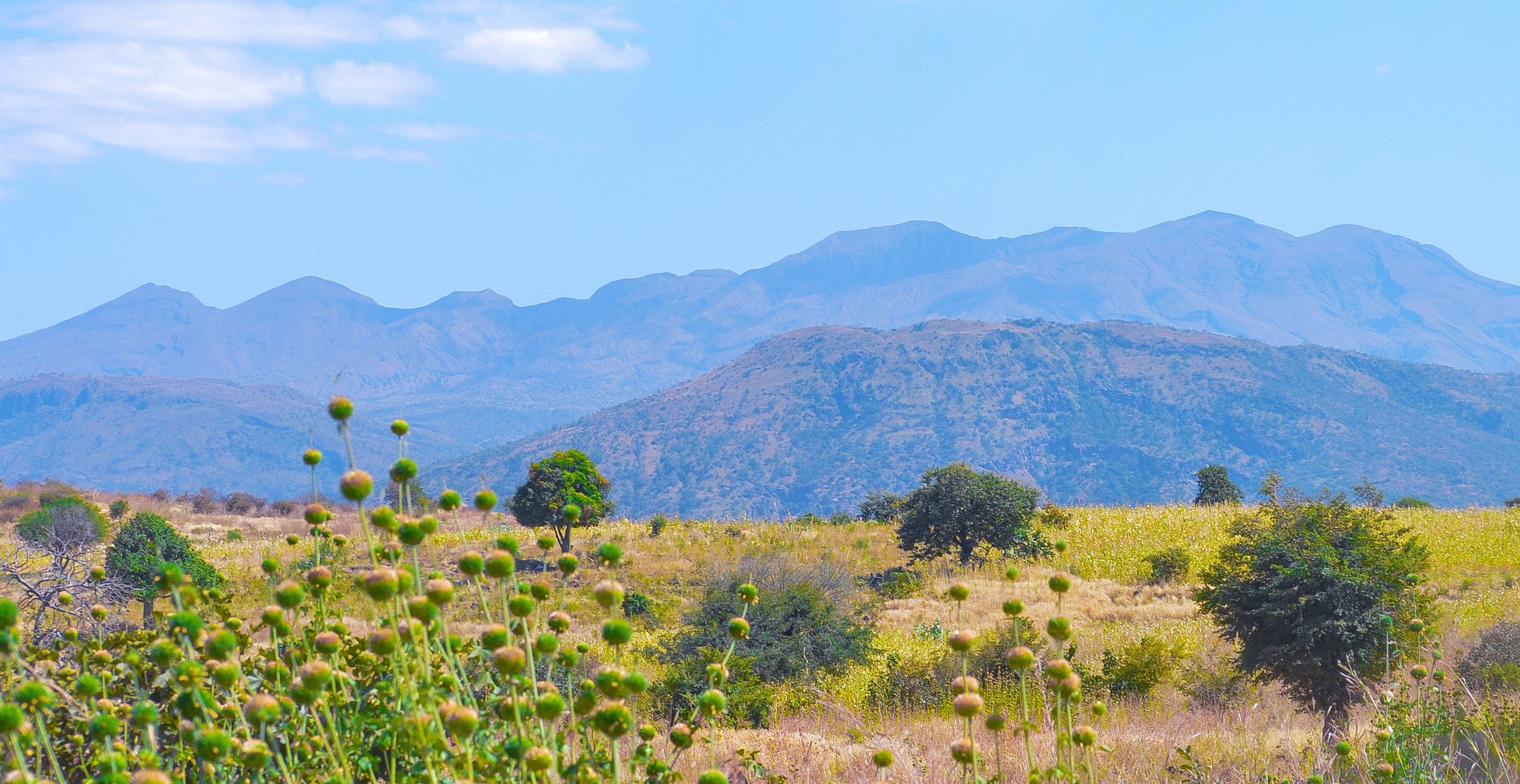
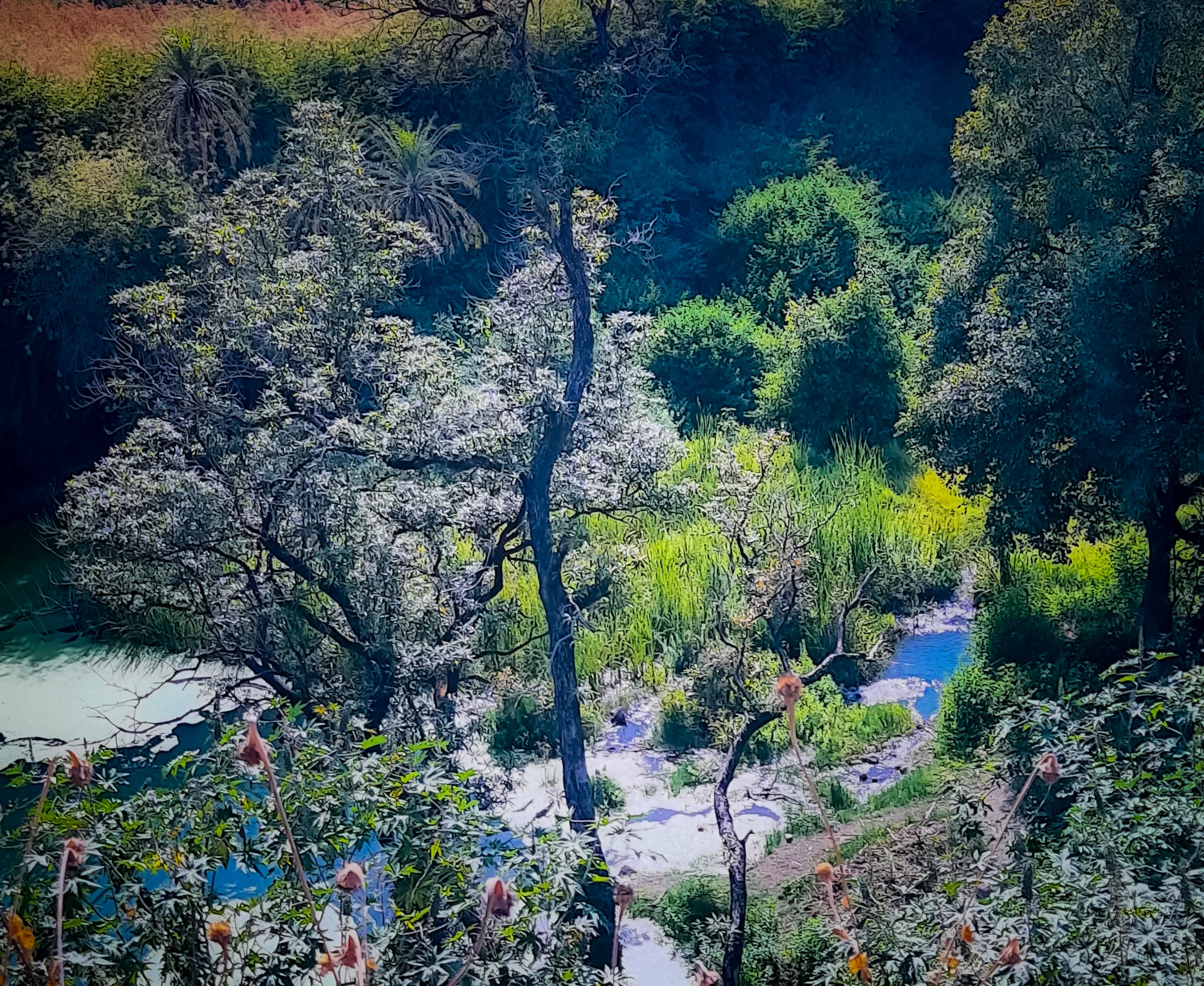